# Pat O'Callaghan
Patrick (Pat) O’Callaghan (Kanturk, 15 september 1905 – Clonmel, 1 december 1991) was een Ierse atleet, die gespecialiseerd was in het kogelslingeren. Hij werd tweemaal olympisch kampioen en zesmaal Iers kampioen in deze discipline.

## Biografie

### Sportieve familie
O’Callaghan werd geboren in een familie die geïnteresseerd was in verschillende sporten. Zijn oom was een nationaal sprintkampioen en deed aan American football. Zijn oudste broer deed ook aan American football en won de nationale titel op de 440 yd horden; zijn andere broer blonk als atleet ook uit in het hardlopen, springen en werpen. Hij studeerde medicijnen aan het Royal College of Surgeons in Dublin. Na het voltooien van zijn studie in 1926 ging hij werken bij de Royal Air Force. In 1928 keerde hij terug naar Ierland en opende in Clonmel (County Tipperary) een huisartsenpraktijk. Daar werkte hij tot zijn pensioen in 1984.

### Olympische titels
Op de Olympische Spelen van 1928 in Amsterdam won Pat O'Callaghan een gouden medaille bij het kogelslingeren. Opvallend hierbij was, dat hij pas in zijn laatste poging tot zijn beste prestatie kwam. Tot dat moment had hij met 47,49 m op de derde plaats gestaan, achter de aan de leiding gaande Zweed Ossian Skiöld (51,29) en de Amerikaan Edmund Black (49,03). In zijn laatste poging wierp de Ier de slingerkogel echter met een foutloze techniek naar 51,39, waarmee hij Skiöld met luttele 10 cm voorbij stak en de olympische titel voor zich opeiste.
Vier jaar later op de Olympische Spelen van Los Angeles prolongeerde hij zijn olympische titel door 53,93 te werpen. Opnieuw deed hij dit door bij zijn laatste poging zijn verste afstand te produceren. Ditmaal bleef hij de Fin Ville Pörhölä (zilver; 52,27), olympisch kampioen kogelstoten uit 1920 (!), en de Amerikaan Peter Zaremba (brons; 50,33) voor.

### WR niet erkend
O'Callaghan kon niet deelnemen aan de Olympische Spelen van 1936 in Berlijn, omdat de IAAF de Ierse atletiekbond niet wilde erkennen. In 1937 wierp hij bij de kampioenschappen van County Cork een officieus wereldrecord bij het kogelslingeren. Hij behaalde een afstand van 59,56, maar de IAAF weigerde dit record in de boeken op te nemen om dezelfde reden, dat hij niet mocht deelnemen aan de Spelen. Deze afstand werd pas in 1949 overtroffen door de Hongaar Imre Németh.
Nadat hij zelf niet meer actief was, bleef O'Callaghan geïnteresseerd in de sport. Zo reisde hij tot 1988 naar alle Olympische Spelen.

## Titels
- Olympisch kampioen kogelslingeren - 1928, 1932
- Amerikaans kampioen kogelslingeren - 1933
- Brits AAA-kampioen kogelslingeren - 1934
- Iers kampioen kogelslingeren - 1927, 1928, 1929, 1930, 1932
- Iers kampioen kogelstoten - 1930
- Iers kampioen discuswerpen - 1931
- Iers kampioen gewichtwerpen - 1928, 1930, 1931, 1932
- Iers kampioen hoogspringen - 1930, 1931, 1932

## Persoonlijk record
| Onderdeel      | Prestatie | Datum            | Plaats |
| -------------- | --------- | ---------------- | ------ |
| kogelslingeren | 59,56 m   | 22 augustus 1937 | Fermoy |

## Palmares

### kogelslingeren
- 1928:  OS - 51,39 m
- 1932:  OS - 53,92 m
- 1934:  Britse AAA-kamp. - 51,43 m

1900: John Flanagan ·
1904: John Flanagan ·
1908: John Flanagan ·
1912: Matt McGrath ·
1920: Patrick Ryan ·
1924: Fred Tootell ·
1928: Pat O'Callaghan ·
1932: Pat O'Callaghan ·
1936: Karl Hein ·
1948: Imre Németh ·
1952: József Csermák ·
1956: Harold Connolly ·
1960: Vasili Roedenkov ·
1964: Romuald Klim ·
1968: Gyula Zsivótzky ·
1972: Anatoli Bondartsjoek ·
1976: Joeri Sedych ·
1980: Joeri Sedych ·
1984: Juha Tiainen ·
1988: Sergej Litvinov ·
1992: Andrej Abdoevalijev ·
1996: Balázs Kiss ·
2000: Szymon Ziółkowski ·
2004: Koji Murofushi ·
2008: Primož Kozmus ·
2012: Krisztián Pars ·
2016: Dilsjod Nazarov ·
2020: Wojciech Nowicki ·
2024: Ethan Katzberg
- Virtual International Authority File: 315945102